# 한광수
한광수는 대한민국의 경제학자이다. 국내에서 중화인민공화국의 경제 전문가로 연구 활동, 후학 양성 뿐만 아니라 언론, 저술 활동을 통해서도 대중과 소통했다.

## 학력
- 서울대학교 동양사학 학사
- 서울대학교 대학원 경제학 석사
- 북경대학 경제학 박사

## 경력
- 1984년~1985년: 산업연구원 연구원, 산업연구원 실장, 외무부 전문연구위원
- 1991년~1992년: 중국사회과학원 방문학자
- 1991년~1994년: 주중국대한민국대사관 연구위원
- 1998년: 인천대학교 동북아국제통상대학 중국통상 교수
- 2004년~2012년: 인천대학교 동북아국제통상대학 학장
- 2005년 10월: 제2대 인천대학교 중국학연구소 소장
- 2012년 3월: 송도테크노파크 한중기업협력센터 센터장
- 2015년~2017년 7월: 제5대 금강대학교 총장, 미래동아시아연구소 이사장
- 2018년 8월~: 우석대학교 석좌교수

## 저서
- 《미-중 관계의 변화와 한반도의 미래》. 삼성경제연구소. 2003년. ISBN 9788976332271
- 《미중 패권전쟁은 없다》. 한겨레출판사. 2019년. ISBN 9791160403022